# Nîjnie Selîșce, Hust
Seliștea de Jos (în ucraineană Нижнє Селище) este o comună în raionul Hust, regiunea Transcarpatia, Ucraina, formată numai din satul de reședință.

## Demografie
Componența lingvistică a comunei Nîjnie Selîșce
     Ucraineană (99,54%)
     Alte limbi (0,46%)
Conform recensământului din 2001, majoritatea populației comunei Nîjnie Selîșce era vorbitoare de ucraineană (99,54%), existând în minoritate și vorbitori de alte limbi.